# 溫菲爾德 (密蘇里州)
溫菲爾德（英語：Winfield）是位於美國密蘇里州林肯縣的城市。

## 人口
根據2020年美國人口普查的數據，溫菲爾德的面積為2.20平方千米，皆為陸地。當地共有人口1518人，而人口密度為每平方千米690人。